# 一川保夫
一川 保夫（いちかわ やすお、1942年〈昭和17年〉2月6日 - ）は、日本の政治家、農林官僚。
衆議院議員（3期）、参議院議員（1期）、防衛大臣（第9代）、参議院災害対策特別委員長、民主党参議院政策審議会長、同参議院幹事長、同幹事長代理、同石川県連代表、石川県議会議員（2期）等を歴任。

## 来歴
1942年に石川県小松市に生まれる。石川県立松任農業高等学校を卒業後、三重大学農学部農業土木学科を卒業した。1965年に農林省（現農林水産省）に入省し、以後25年間勤務する。1990年に農林水産省を退官した。
1991年4月に父・一川保正の後を継いで石川県議会議員選挙に自由民主党公認で出馬し、初当選。石川県議会では石川県選出の奥田敬和系列に属した。1993年6月に奥田が自民党を離党したのに従い、一川は石川県議会の同僚議員である金原博や宇野邦夫らとともに自民党を離党し、新生党結党に参加した。翌1994年12月に新生党が解党したことにより新進党結党に加わった。
1996年10月に奥田の推挽により石川県議を辞職し、第41回衆議院議員総選挙に石川2区から新進党公認で出馬した。石川2区では森喜朗に敗れるが、重複立候補していた比例北陸信越ブロックで復活し、初当選。衆院選後、奥田が後見役を務める羽田孜と、新進党党首の小沢一郎の対立が激化した。羽田や奥田らは新進党を離党して太陽党を結成するが、一川は新進党に残留し、以後は小沢の側近として行動を共にする。
1997年12月に小沢党首が突如新進党の解党を宣言し、自由党結党に参加した。1998年7月の第18回参議院議員通常選挙では、石川県選挙区で民主・自由・社民・さきがけの4党推薦の岩本荘太が現職の沓掛哲男を破り当選。参院選後に奥田が死去すると、補欠選挙に奥田敬和の長男・奥田建を擁立して当選させ、石川県の非自民勢力の中心人物となった。2003年9月の民由合併により民主党に入党した。
2005年9月の第44回衆議院議員総選挙では、石川2区で森に敗れ、比例復活もできず落選したが、石川県連代表の職には留まった。
2007年7月の第21回参議院議員通常選挙に石川県選挙区から出馬し、自民党公認の矢田富郎を約4千票の僅差で破り初当選。当初石川県連は別の候補者擁立を模索していたものの不調に終わり、やむなく県連代表の一川が擁立された。
2010年9月、輿石東参議院議員会長の下で参議院政策審議会長に就任した。
2011年9月に成立した野田内閣で防衛大臣に任命され初入閣したが、就任直後から閣僚としての資質が問われる言動が相次いだ（#防衛大臣としてを参照）。一川は「防衛相としての本来の責任を問われる致命的なものはない」として辞任する考えがないことを強調し、不適切発言で更迭した元沖縄防衛局長を停職40日の懲戒処分とすることや、監督責任を取る形で自身の在職中の大臣給与を全額返納することを発表したが、第179回国会会期末の12月9日に参議院で問責決議案が可決された。任命者である野田佳彦内閣総理大臣は問責決議案の可決後も一川と山岡賢次国家公安委員長兼消費者担当大臣を更迭しない意向を示した。

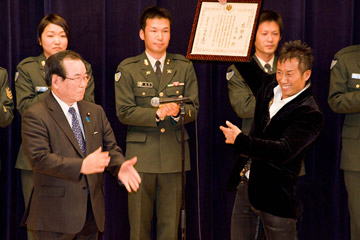
2011年12月20日、長渕剛（左）に特別感謝状を贈呈した一川（右）

同年12月20日、東日本大震災で精力的な慰問活動を行った歌手・長渕剛を防衛省に招き感謝状を贈呈するとともに同省講堂内で初となるライブを行った。しかし、3日前の12月17日には北朝鮮の金正日総書記の死去が発表され情勢が緊迫しており、当日は自衛隊南スーダン派遣や空自次期主力戦闘機の機種など防衛省関連の重要事項が閣議決定されたばかりであったことから、批判の声が上がった。
2012年1月13日の内閣改造により在任4か月で大臣を退任することとなり、1月16日の民主党議員との会合での挨拶で「官僚主導にはじき出された」とこぼした。1月24日の参議院議員総会で、輿石東幹事長が一川を参議院幹事長に起用することを提案し、了承された。4月23日の役員会で、消費増税法案の閣議決定に抗議し辞表を提出した鈴木克昌幹事長代理の後任に起用されることが決まり（参議院幹事長と兼任）、輿石と小沢のパイプ役を担うこととなったが、7月の小沢による国民の生活が第一結党は食い止められなかった。
2013年7月の第23回参議院議員通常選挙では、社民党県連合と政策協定を結んで支持を受けたが、自民党新人の山田修路に3倍近い差をつけられ大敗し、落選。
2014年4月、旭日重光章を受章。同年12月の第47回衆議院議員総選挙において比例北陸信越ブロックに立候補したものの、落選。
2022年時点では立憲民主党の石川県連顧問を務める。

## 経歴
- 三重大学農学部農業土木学科卒業
- 1965年4月 農林省入省

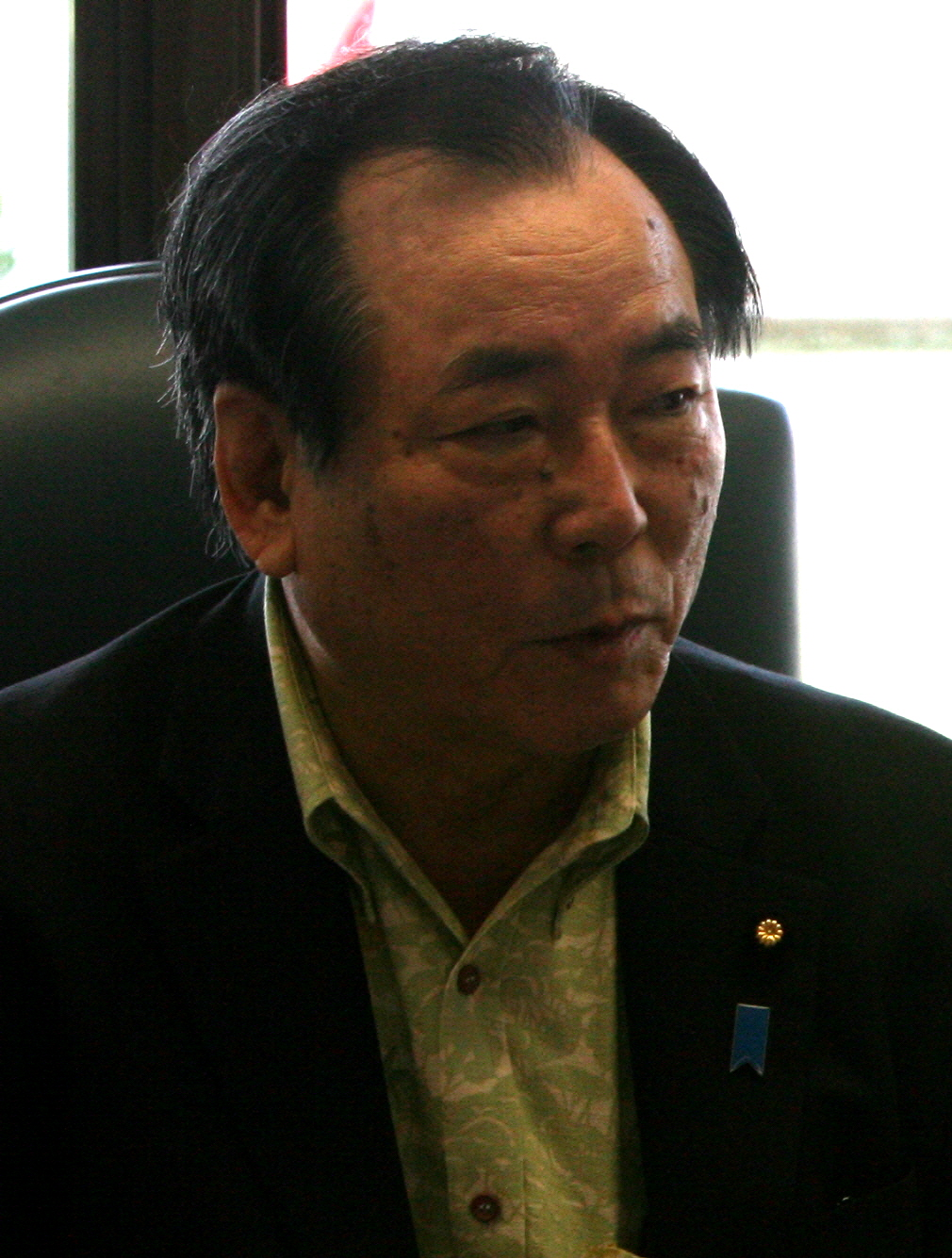
一川保夫（2011年）

- 1977年5月 北陸農政局氷見農業水利事業所工事課長
- 1979年4月 北陸農政局建設部水利課課長補佐
- 1980年10月  構造改善局総務課課長補佐（水資源開発公団総務班担当）
- 1983年4月 構造改善局建設部整備課課長補佐(区場整備第二班）
- 1985年4月 北陸農政局建設部設計課長
- 1986年4月 北陸農政局次長
- 1987年10月 水質源開発公団企画部次長
- 1989年4月 構造改善局建設部防災課災害対策室長
- 1990年  退官
- 1991年 石川県議会議員初当選
- 1996年 衆議院議員初当選。3期連続当選。
- 2007年 参議院議員初当選
- 2013年 参議院議員落選

## 政策・主張
- 2001年10月の構想日本アンケートでは、集団的自衛権の行使は現行憲法でも可能であり、憲法解釈の変更をすべきとしている[16]。
- 2003年8月、静岡空港建設反対の国会議員署名活動で署名者に加わっている[17]。
- 2008年1月、在日韓国人等に参政権を付与することを目的とする「在日韓国人をはじめとする永住外国人住民の法的地位向上を推進する議員連盟」に参加。
- 2013年4月30日、憲法96条の改正をめぐり党内で賛否が分かれていることについて「（改正派は）ごく限られた意見だ。改正反対の方向で整理するのが民主党らしい」と述べ、反対を表明した[18]。

## 発言
「農家の苦しみが分かる幹部はいるのか」
農林省への採用面接の席上で面接官らを相手に「農家の苦しみが分かる幹部はいるのか」などと主張したと朝日新聞のインタビューに答えている 。
「民主党を支援してもらわなくても良い」
2010年4月24日、石川県小松市林町で開かれたタウンミーティングで有権者と意見交換において、参加者に意見を求めたところ、「子ども手当が出来ることで配偶者控除がなくなり、生活が大変になる」など民主党の政策に対する不安が続出したため、一川は「（そう言うのなら）民主党を支援してもらわなくても良い」と声を荒らげて、会場の空気が凍り付く場面があったと読売新聞が報じた。

### 防衛大臣として
「安全保障に関しては素人だが、これが本当のシビリアンコントロールだ」
2011年9月2日、防衛大臣の認証式前、記者団の取材に「安全保障に関しては素人だが、これが本当のシビリアンコントロール（文民統制）だ」と述べた。この発言に対して、元防衛相である自民党の石破茂政調会長は「閣僚解任に値する。任命した野田佳彦首相の見識も問われる」と批判、国会で追及する考えを示した。また、2日夜の内閣発足後の会見で、「閣僚として（靖国神社に）参拝する必要はない」と答えている。9月2日夜、記者団に対し首相官邸内で「ほとんどの国民は（安保政策は）素人だ。一般の国民を代表する国会議員が監視するのがシビリアンコントロールだと思っている。国民目線で、国民が安心できるような政策が大事だと（いう意味で発言した）」と弁明した。
「小松基地を抱え、自治体の苦労は分かっているつもり」
2011年10月17日、沖縄県庁で仲井眞弘多知事と会談し、普天間飛行場を名護市辺野古に移設するための環境影響評価書を年内に同県に提出する意向を伝えた。その会談中、「（地元の石川県に自衛隊）小松基地を抱え、自治体の苦労は分かっているつもり」と発言。その数時間後、仲井眞知事は県庁で竹内春久沖縄担当大使の就任の挨拶を受けた際に「自衛隊基地と米軍基地は全く違う」と述べ、「日本側の統制が全く及ばない米軍基地が沖縄県に多数存在する」現状を正しく政府に伝えるよう竹内大使に注文をつけた。
「ブータン国王が来て宮中で催し物があるが、私はこちらの方が大事だ」
2011年11月16日、国賓として訪日中のブータン国王ジグミ・ケサル・ナムゲル・ワンチュク夫妻を歓迎する宮中晩餐会を欠席して日本・ブータン友好議員連盟副会長を務める高橋千秋民主党議員の政治資金パーティーに参加。この中で、「ブータン国王が来て宮中で催し物があるが、私はこちらの方が大事だ」とスピーチした。翌17日の参議院予算委員会で「軽率だった。申し訳なく思い、反省している」と陳謝したが、志位和夫日本共産党委員長は「国賓がお見えになっている外交上の行事での、そういう対応は閣僚としては大きな問題行動だ」と批判した。山口那津男公明党代表も「非常識であり閣僚の資質が欠けている」と批判した。11月22日に一川大臣は在京のブータン総領事館に訪れて謝罪した。
「正確な中身を詳細には知らない」「少女『乱交』事件」
2011年12月1日の参議院東日本大震災復興特別委員会で、自民党・佐藤正久からアメリカ軍普天間飛行場返還運動の端緒となった1995年のアメリカ海兵隊員らによる沖縄米兵少女暴行事件について問われ、「正確な中身を詳細には知らない」と答弁した。また、翌2日午前の記者会見で前述の沖縄米兵少女暴行事件を少女「乱交」事件と発言。本人によるその場での訂正はなく、会見後に防衛省広報を通して訂正の申し入れを行った。上記2発言及び元沖縄防衛局長の不適切発言による更迭を含め、仲井眞沖縄県知事に対する謝罪を行ったが先方は強い不快感を示しており、会見は短時間で打ち切られた。

### 民主党参議院幹事長として
「閣内不一致ととらえられかねない感じを受けた。慎重に対応した方がいい」
2012年2月28日、中川正春内閣府特命担当大臣が交付国債の取り下げに言及したことで閣内不一致を野党から指摘された際の定例記者会見で述べた言葉。
「民主党は何も悪いことしていない」「自民だけでいいのか」
第23回参議院議員通常選挙で落選した際、フジテレビ系情報番組『とくダネ！』のインタビューにて「民主党は何も悪いことはしていない。自民党政権のどこがいいの？」と述べ、報道陣には「自民だけでいいのか。有権者の判断基準が分からない」「これから有権者がマイナスを実感する」と述べた。

## 家族・親族
生家は農家。父・一川保正は石川県議会議員や県議会議長を務めた。また、息子の一川政之は、保夫の秘書や小松市議会議員を経て石川県議会議員（小松市選挙区選出）、民進党・国民民主党石川県連代表を務める。

## 所属団体・議員連盟
- 大相撲議員連盟
- 教育政策議員懇談会
- 国内生産酒を考える議員連盟
- 米消費拡大・純米酒推進議員連盟
- 自治体政策研究会
- “食の安全”研究議員連盟
- 世界連邦日本国会委員会
- 天皇陛下御即位二十年奉祝国会議員連盟
- 土地家屋調査士制度推進議員連盟
- 日本・ベナン友好議員連盟
- 仏教議員連盟
- ペルー元大統領アルベルト・フジモリ氏に係る裁判の公正を求める議員連盟
- 民主党NGO海外活動推進議員連盟
- 民主党在日韓国人をはじめとする永住外国人住民の法的地位向上を推進する議員連盟
- 民主党森林環境政策議員懇談会
- 民主党「整備新幹線」を推進する議員の会 - 副会長
- 民主党薬事制度改革推進議員連盟
- 民主分権の会
- 民緑ゴルフ同好会
- 養鶏問題に関する議員連盟
- 有機農業推進議員連盟
- 真宗大谷派関係国会議員同朋の会[37]